# Paplitz
Paplitz is een Ortschaft en voormalige gemeente in de Duitse deelstaat Saksen-Anhalt, en maakt deel uit van de Landkreis Jerichower Land.
Paplitz, een zogenaamde Ortschaft van Genthin, telt 300 à 400 inwoners. Het dorpje ligt aan de Bundesstraße 107, circa 14 km ten zuid-zuidoosten van Genthin. Tot Paplitz behoort ook het dorpje Gehlsdorf.
Twee kilometer ten noorden van Paplitz ligt een weidevogel- en veenreservaat, het 143 hectare grote Fiener Bruch. In de periode 2000-2016 is de zeldzame en beschermde vogel grote trap hier regelmatig waargenomen. De grote trap wordt er speciaal beschermd, o.a. door afrastering van het broedgebied tegen vossen en door verjaging van kraaiachtigen, die de kuikens van grote trappen graag eten. Ook worden exemplaren van elders ausgewildert (herintroductie).

## Afbeeldingen

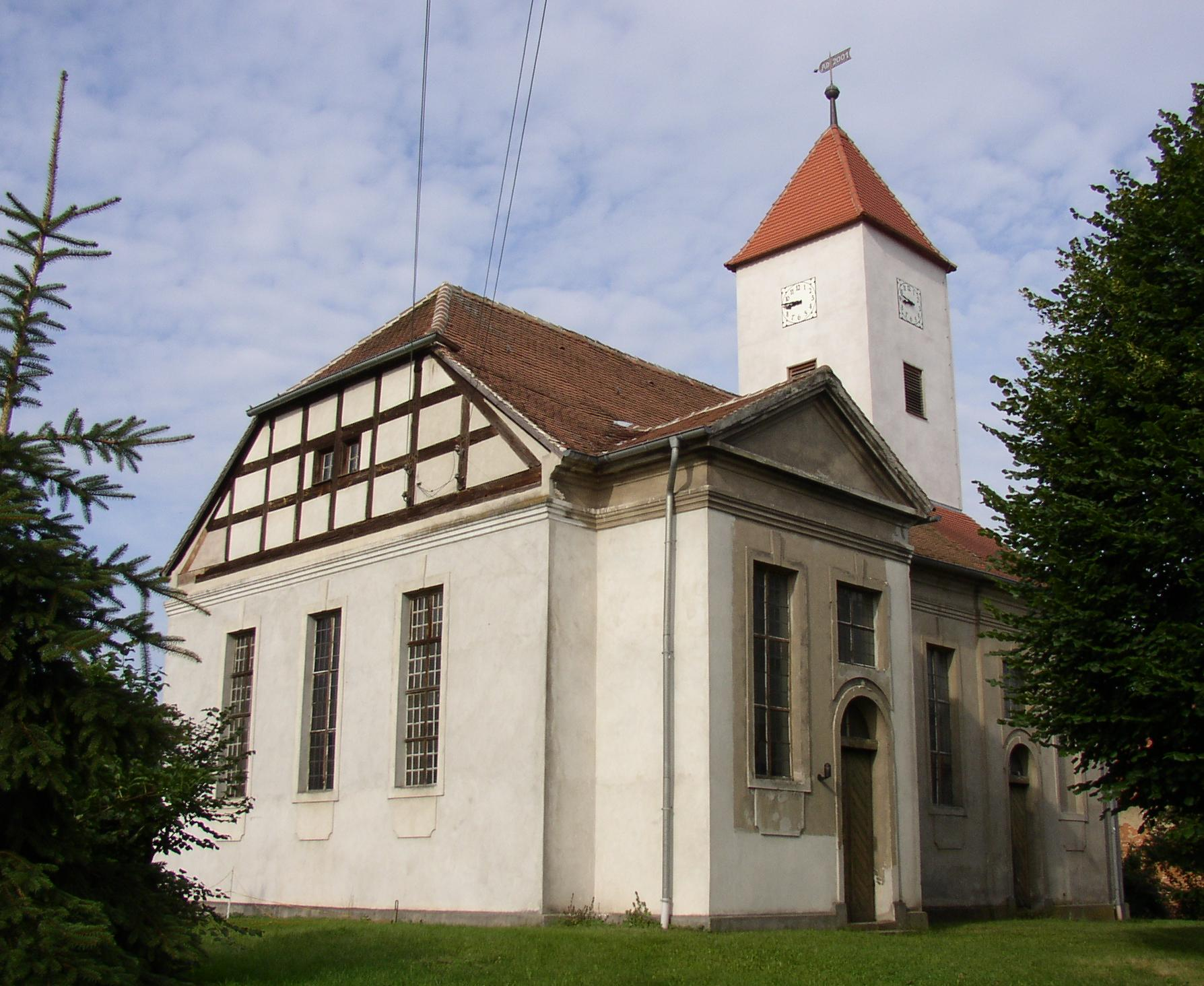
Evang.-lutherse dorpskerk van Paplitz (1791)
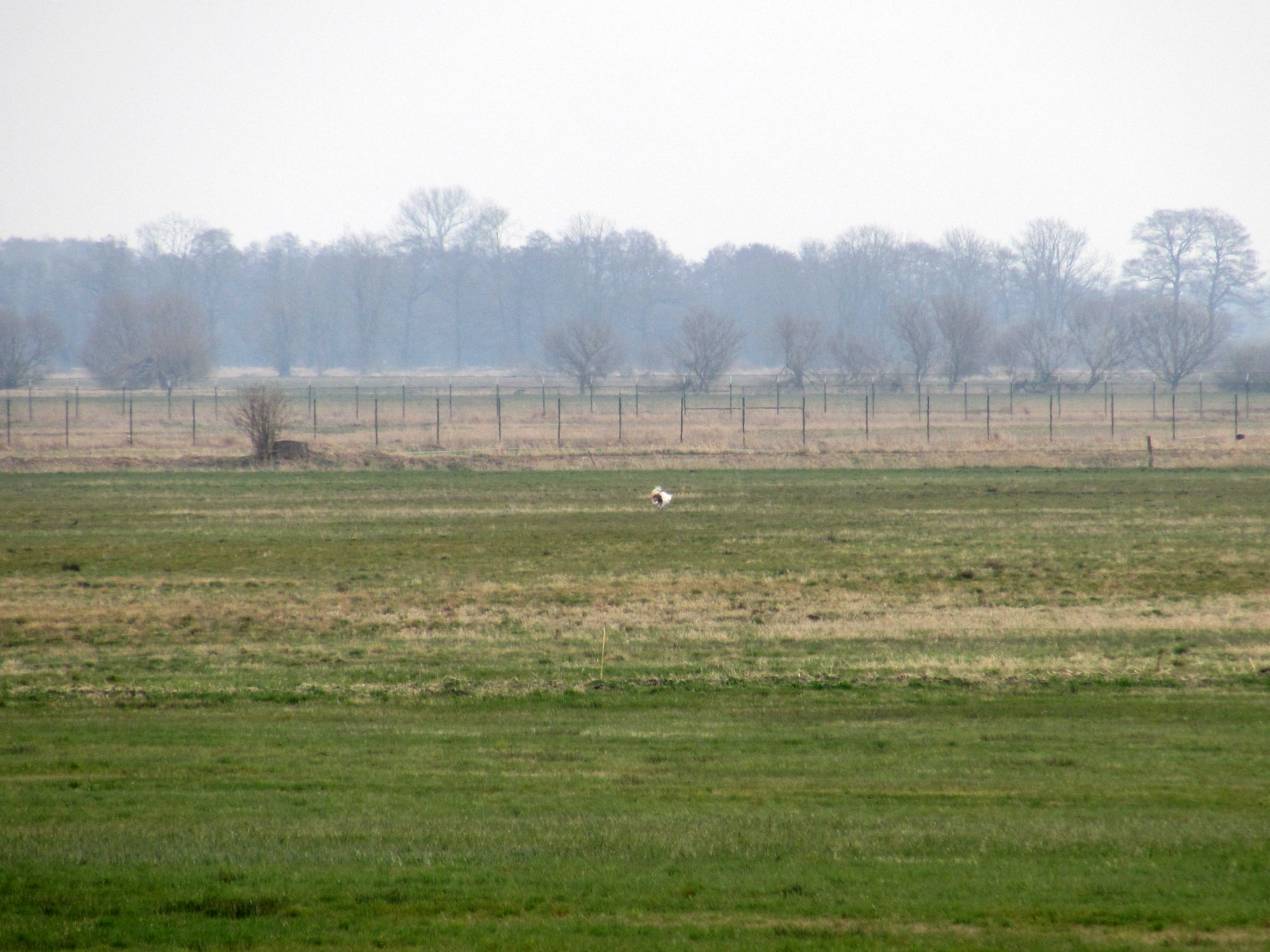
Grote trap (baltsende haan) in het Fiener Bruch

Zie voor meer informatie onder Genthin.